# Palacio della Cisterna
El Palacio della Cisterna o Palacio Dal Pozzo della Cisterna es un palacio barroco de la ciudad de Turín ubicado en el número 12 de la Vía María Vittoria. Fue la residencia oficial de Amadeo de Saboya y María Victoria Dal Pozzo della Cisterna después de la renuncia al trono español en 1873. 

## Historia
El palacio della Cisterna se encuentra dentro de la antigua Isola dell'Assunta, actualmente delimitada por Via Bogino, Via Giolitti, Via Carlo Alberto y Via Maria Vittoria.
El edificio original fue mandado construir por el conde Flaminio Ripa di Giaglione, encargándole las obras al arquitecto Antonio Maurizio Valperga o a su hermano Andrea en 1675. En 1678 se construyó el jardín interno a petición de la Madama Reale.
En 1685 el palacio pasó a manos de la familia Dal Pozzo della Cisterna, con quien comenzó un largo período de grandiosas y espléndidas restauraciones. En particular, en la segunda mitad del siglo XVIII se realizan numerosas obras de renovación y ampliación por voluntad del príncipe-patrón Giuseppe Alfonso, bajo la coordinación del arquitecto real Francesco Valeriano Dellala di Beinasco: se amplía el ala occidental, se construyen los apartamentos, se reorganiza la fachada y se construyen los establos; también se realizan decoraciones en madera, estuco y hierro. El neoclasicismo se mezcla con el barroco piamontés, sobre todo en los interiores.
Seguidamente habrá un período de interrupción de las obras decorativas, que se reanuda solo en la segunda mitad del siglo XIX con el matrimonio entre María Victoria, hija de Carlo Emanuelle dal Pozzo della Cisterna, y Amadeo de Saboya, duque de Aosta.
El Palacio se convierte en una  casa muy suntuosa: se añaden nuevas salas, artesonados, vidrieras, tapices dorados y de seda, decoraciones en las habitaciones del pintor Augusto Ferri, entre otras obras de mejora.
Después de la muerte de la princesa María Victoria, Amadeo de Saboya quiso completar el palacio. Se aprobó el proyecto de construcción de la puerta que rodea el jardín en Via Carlo Alberto (que sustituyó al antiguo muro delimitador) y el proyecto de reconstrucción de la Escalera de Honor.
También de este período son algunas mejoras tecnológicas, como la iluminación de gas en la entrada, y la elevación de la terraza entre el patio principal y el jardín.
En los años que siguieron, a principios del siglo XX solo se llevaron a cabo intervenciones menores. En 1940 la familia Saboya-Aosta vendió el edificio, poco utilizado entonces, a la Administración Provincial, convirtiéndose en su sede oficial en 1945. Las obras de adecuación fueron encargadas al arquitecto Giovanni Chevalley.
La Provincia se instaló así en "una sede decente y sensible a las necesidades" y al mismo tiempo también aseguró "la posesión de un palacio que evoca recuerdos queridos en el corazón de cada italiano, y en particular de cada piamontés".
A lo largo de los años, se han realizado otras operaciones de restauración y adecuación en el Palacio para uso público, siempre respetando su valor histórico.

## Exterior del palacio

### Jardines
La Madama Reale Cristina de Francia pretendió un desarrollo urbanístico de la ciudad por islas. La Isola dell'Assunta, donde se iba a construir el Palacio Ripa di Giaglione (más tarde della Cisterna), como los demás, debía incluir espacios en su interior para distribuir los caminos de servicio y crear esas zonas verdes urbanas de los jardines de las residencias patricias.
El primer embrión de jardín se remonta a 1673. En 1707, según los dibujos del Ingeniero Antonio Bertola, el edificio está incompleto, pero el jardín está dividido en seis rectángulos, algo ajeno a la tipología de la época. En 1711 esta forma permanece en el diseño de Tomaso Sevalle, por lo que se puede pensar que se trata de un arreglo aún poco definido, quizás un jardín a la italiana, con setos de contorno y flores. En un mapa relativo a la Isola dell'Assunta de 1754, con referencia a los propietarios, el jardín aparece dibujado en dos rectángulos en posición transversal, divididos ambos por dos caminos que forman una cruz e identificando un parterre elipsoidal en el centro.
Diez años más tarde, en un mapa de 1765 de la ciudad de Turín, el jardín cambia de forma, quizás al modelo francés: el gran espacio se divide en cuatro rectángulos separados por dos cruces que, reunidos en el centro, forman un gran espacio redondo adecuado para albergar una fuente. En un posible proyecto de 1790, las proporciones de los elementos cambian: el jardín da al patio del palacio con un hemiciclo que en el lado opuesto remata con un muro y una exedra, en medio de la cual probablemente hubiera una fuente; los sectores floridos ya no son cuatro, sino dos. Sin embargo, surge la duda de que esto fue solo un proyecto, porque en el plan de demostración de 1796 de Turín, el jardín aparece como un rectángulo dividido por dos caminos.
Este modelo de jardín neoclásico no está confirmado por el mapa de 1823, donde todavía aparece como en 1765. El jardín se alquiló principalmente a un jardinero, que desde 1797 lo usó para sus cultivos, mientras que el príncipe aparentemente solo tenía plantas de limones. Otra versión del jardín se encuentra en otro mapa de la ciudad de Turín, donde la presencia de una cuenca central ovalada con recorridos radiales despierta la sospecha de la extrema mutabilidad del propio jardín. El 22 de diciembre de 1806 hay una representación exquisitamente romántica del jardín, con cuatro espacios irregulares, dos de ellos plantados de flores y dos plantados de arboledas, surcados por caminos sinuosos firmados por Joseph Conti, oficial de Ingenieros. Sin embargo, incluso aquí queda la duda de que fue solo un proyecto. 
Un mapa catastral fechado hacia 1820, pero ciertamente posterior a 1823, muestra la disposición ya observada en 1765. La representación de 1819 de Bertozzi parece, en consecuencia, ser un producto de la fantasía. El cuadro publicado por Cicotero, que representa el Palacio della Cisterna bajo la nieve en 1831, parece dar una imagen del jardín más parecida al mapa de 1796. Al regresar del exilio, el príncipe, según el plano del 27 de mayo de 1855 de Delfino Colombo, se crea un gran césped central rodeado por un camino que define el espacio de los árboles a lo largo del muro delimitador.
Esta solución no acaba gustando y no dura mucho. El 22 de marzo de 1859 Giovanni Gibello diseña un macizo de flores central elipsoidal con una fuente en el centro, mientras que a su alrededor hay macizos de flores de diversas formas divididos por caminos que definen prados, arboledas y cultivos de flores, como corresponde a una naturaleza que quiere parecer exuberantemente espontánea. Algunos bocetos de archivo confirmarían el diseño de una fuente con sus conductos de suministro de agua, mientras que otro dibujo representa tres fuentes. Actualmente la reordenación del jardín tiende a recuperar la forma antigua con la fuente central, es decir, el que aparece con mayor frecuencia, trazando su imagen como memoria.
|                                                      |
| Esquema del jardín diseñado por Joseph Conti en 1806 |

|                                                                     |
| Esquema del jardín con una fuente en el centro del macizo de flores |

## Interior del palacio

### Planta baja

#### 1. Salón de los Espejos
El Salón de los Espejos es la primera habitación que se encuentra a la derecha al entrar por el vestíbulo. Originalmente pudo haber sido una portería o un acceso a la residencia. En el siglo XVIII fue sometida, junto al resto del edificio, a intervenciones de modernización.
La sala cuenta con ventanas altas y dos marcos de estuco con grandes espejos en las paredes (de ahí el nombre de la habitación). El techo abovedado está decorado con estucos policromos grises de donde cuelga una lámpara de araña de cristal de Bohemia.
|                                  |
| Detalle del Salón de los Espejos |

|                                            |
| Detalle del techo del Salón de los Espejos |

#### 2. Salón de los Elementos
La sala ubicada en la planta baja del ala oeste, justo en la esquina entre Via Maria Vittoria y Via Carlo Alberto, tiene un techo con decoraciones vegetales. Estas decoraciones enmarcan la representación simbólica de los elementos en los cuatro lados de la bóveda (tierra, fuego, agua y aire). Figuras alegóricas y cupidos portan masas, frutos y guirnaldas de flores (tierra), ánforas y flores (agua), antorchas y braseros (fuego) y, al soplar, hinchan las mejillas (aire). 
Enmarcados en azul y engastados, encontramos los monogramas de Amadeo de Saboya coronado con la corona de Saboya. En las esquinas, la representación simbólica de los ríos más importantes de Italia: el Po, el Adige, el Arno y el Tíber a través del motivo pictórico habitual de un hombre fuerte y barbudo que se acerca en varias poses a una jarra de la que brota el agua. Al fondo están las vistas y los símbolos de las respectivas localidades por las que pasan.
|                                      |
| Representación simbólica de los ríos |

|                               |
| Monograma de Amadeo de Saboya |

|                                    |
| Representación simbólica del fuego |

|                                   |
| Representación simbólica del aire |

|                                       |
| Representación simbólica de la tierra |

|                                   |
| Representación simbólica del agua |

#### 3. Salón de las Artes
Este salón se llama así porque es donde están representadas las cuatro artes: música, pintura, escultura y arquitectura.
La disposición de las decoraciones está determinada por una gran cornisa con vainas y un marco entrelazado con frutas y flores adornadas con hojas de acanto.
Los paneles con las representaciones tienen marcos de palmeta. En el centro del techo se alternan conchas y flores con el dorado de los ornamentos, mientras que falta el motivo pictórico central, como es el caso de la Sala de los Elementos contigua.
Las artes se representan en grandes lunetas. Las escenas están animadas por cupidos que colaboran en la inspiración y el fervor del arte. En la base central de las lunetas encontramos una máscara con plumas y hojas de acanto.
En las esquinas de la bóveda, los escudos de armas a juego de las dos familias de Amadeo de Aosta y María Victoria della Cisterna están engastados y coronados con estuco y floreros pintados.
Este tipo de decoración emblemática ya existía en el castillo de Valentino en la sala de las rosas, en honor a Víctor Amadeo I y María Cristina de Francia.
|                                      |
| Detalle del techo del Salón del Arte |

|                                       |
| Representación simbólica de la Música |

|                                        |
| Representación simbólica de la Pintura |

|                                          |
| Representación simbólica de la Escultura |

|                                             |
| Representación simbólica de la Arquitectura |

#### 4. Salón de Trofeos
Se llama así por la presencia, en correspondencia de las esquinas de la bóveda, de trofeos militares en estuco dorado y coloreado con cascos y armaduras que representan varias épocas.
Francesco Gonin es el autor del medallón central que propone una alegoría de la Historia como una figura femenina llevada triunfalmente por querubines alados, decidida a eternizar las hazañas de la familia en una tablilla.
|                         |
| Alegoría de la Historia |

|                             |
| Representación de un trofeo |

#### 5. Salón de los Agons
En el techo de esta sala encontramos óvalos monocromáticos que enmarcan la bóveda, con representaciones de cupidos comprometidos en actividades militares, en carrera, lucha y tiro al blanco.
La apoteosis de la Casa de Saboya-Aosta y su continuidad con el pasado glorioso se representa aquí en el centro del techo: unos querubines llevan la compañía en vuelo de Amadeo VI conocido como el Conde Verde (1334-1383), a quien el propio duque de Aosta personificó en 1870 con motivo de uno de los bailes de disfraces que tanto habían impresionado las crónicas de sus contemporáneos.
|                       |
| Compañía de Amadeo VI |

|                              |
| Cupidos disparando al blanco |

|                    |
| Cupidos en carrera |

|                  |
| Cupidos en lucha |

|                            |
| Cupidos en artes militares |

#### 6. Escalera de caracol del ala oeste
Desde un rellano en el piso principal se baja una escalera de caracol de mármol. Los muros están estucados con las figuras del duque de Aosta y en los muros de la mitad descendente de la bóveda hay dos hornacinas intercaladas por la pintura mural de una vista al jardín, entre el barroco y el romántico.
Sobre el suelo de mármol encontramos el nudo Saboya (o lazo del amor) con la firma familiar "FERT". FERT es el lema de la Suprema Orden Santissima Annunziata, establecida por Amadeo VI. Su significado no es claro: "FODERE ET RELIGIONE TENEMUR" o "FIDES EST REGNI TUTELA", donde fides puede indicar el principio moral de la convivencia, tanto en su sentido religioso como secular.
En los dibujos que preceden a las remodelaciones del siglo XIX, en el lugar donde se encuentra la escalera de caracol, aparece el signo de una escalera cuya especie no está identificada.
Sin embargo, es muy probable que la escalera siempre se haya mantenido igual y que solo se haya cambiado su apariencia. Es evidente que se trataba de una escalera de tipo secundario.
El acceso a la siguiente sala, el Salón de los Espejos, se da por un gran portal de estuco decorado con elementos simbólicos, entre ellos la cabeza con torreta de Italia. El conjunto quiere ser un elemento de conexión entre el ala renacentista del este y el ala oeste del siglo XVIII, dando como resultado un eclecticismo particular que fusiona la revisión de Luis XVI de finales del siglo XIX y el clasicismo.

#### 7. Sala de lectura de la Biblioteca histórica
La sala está ubicada a la izquierda de la entrada, en el atrio que da acceso a la gran escalera. El techo de esta sala es el único ejemplo que se conserva de la decoración original del edificio del siglo XVII. Desde el análisis estilístico se piensa que el encargo de esta intervención se refiere no a los principios de della Cisterna sino a los anteriores propietarios del edificio, los Ripa di Giaglione.
En las esquinas de la bóveda, y muy unidas a la estructura arquitectónica, encontramos elegantes figuras de cariátides y atlantes, macho y hembra, colocados en grupos de tres, que sostienen querubines y juntos enmarcan los vastos campos de yeso de colores. Es una clara referencia a la decoración que se realizó en los años sesenta del siglo XVII, bajo la dirección de Amadeo di Castellamonte, en las salas del Castillo de Venaria.
|                                            |
| Sala de lectura de la Biblioteca histórica |

|                   |
| Detalle del techo |

|                   |
| Detalle del techo |

#### 8. Escalera de honor
La escalera monumental y el vestíbulo fueron reconstruidos por Alessandro Albert hacia 1886.
Entre 1879 y 1883 el arquitecto había preparado cuatro soluciones para la escalera que deberían haber logrado un triunfo que calificaría todo el edificio. La escalera anterior de la Dellala di Beinasco se colocó transversalmente, perpendicular al vestíbulo de entrada y en solo dos rampas de tijera.
Entrando al hall a la izquierda, por una puerta de hierro forjado, se accede al vestíbulo que en su día estuvo amueblado con bancos, mesas, sillas, tapices en las paredes y maquetas de colubrinas en el suelo. El ambiente debía servir como una parada de espera, un lugar de control y clasificación de invitados. Los sirvientes debían venir del exterior, por los lados de la casa. En el centro del vestíbulo se sube la escalera de mármol y pietra serena con una rampa central que forma un rellano en medio del piso desde el cual se ramifican dos rampas que llegan al piso principal. Las puertas están enmarcadas por jambas y marcos de pietra serena, mientras que la base y el zócalo alto de los muros es de estuco que imita la pietra serena.
Las ventanas, tanto en la planta baja como en la planta principal, están cerradas por catedrales con decoraciones grotescas. El sfondato, ahora gris, alguna vez tuvo cromatismos diseñados para resaltar la pietra serena. El techo está artesonado con diseños en azul, rosa y dorado.
En la planta principal encontramos cuatro puertas con marcos en pietra serena rematada por tímpanos rotos, en el centro de los cuales hay bustos femeninos. Las puertas son de madera de roble trabajada.
En el vestíbulo hay un candelabro de madera con brazos dorados, el mismo sobre la escalera, también cubierto por un artesonado.
|                                            |
| Vista hacia arriba de la Escalera de honor |

|                                       |
| Vista general de la Escalera de honor |

|                                                 |
| Puerta de hierro forjado de acceso al vestíbulo |

|                                            |
| Vista hacia arriba de la Escalera de honor |

|                                           |
| Vista hacia abajo de la Escalera de honor |

### Planta noble

#### 9. Sala roja de la Giunta
La sala es cuadrangular. Las dos ventanas con vidrieras catedralicias decoradas con grotescos se abren a la fachada principal. Las cuatro puertas tienen llamativos marcos en pietra serena y aldabas en nogal trabajado. En la pared larga se encuentra una gran chimenea con arquitrabe y modillones en pietra serena, cerrada por una rejilla parachispas de hierro forjado. La habitación aún conserva su tapiz original en brocatel de algodón con motivos florales.
A lo largo de la pared discurre un zócalo alto de estuco, en falsa pietra serena, con colores y decoraciones similares al techo. El techo es artesonado en madera con formas cuadradas decoradas con colores en azul y oro; en el centro encontramos una araña de cristal de Bohemia. Sobre la chimenea, como mueble estable, hay un candelabro de hierro forjado con dieciséis velas. El suelo, en cambio, no es contemporáneo y está formado por grandes cuadrados de mármol rosa divididos por tiras de mármol blanco.
Esta sala, flanqueada por el Despacho de la Presidencia, de igual importancia, formaba parte de un sistema habitacional que ubicaba las salas representativas en el centro de la casa en correspondencia con la escalera de honor. El modelo de referencia también incluye la chimenea destacando un privilegio de uso de los salones.
|                   |
| Detalle del techo |

|                                        |
| Detalle de las vidrieras catedralicias |

#### 10. Antesala de la Logia
La sala corresponde a la logia, originalmente abierta, que en el piso noble servía de distribución a las habitaciones y que representaba muy bien el modelo piamontés del siglo XVIII. A finales del siglo XIX, con la renovación del edificio, se cerró la galería con ventanas ordinaria.
Se accede al espacio por dos puertas opuestas. Originalmente, como era una galería abierta, la escalera de honor tenía acceso directo a ella. Tres puertas se abren a dos habitaciones, incluido el Salón de mármol. Los marcos representativos son de pietra serena y las puertas de madera parcialmente trabajada. En esta sala el zócalo alto no está resuelto en estuco sino pintado, así como los bordes abovedados bastante pronunciados están decorados con jarrones de flores y motivos florales en pan de oro. Del techo cuelgan tres candelabros de madera dorada de múltiples brazos. El suelo, realizado con virutas de mármol (alisado con plomo) que dan forma a un diseño, es típico de un exterior. La coloración actual de las paredes, tras la eliminación de los tapices originales, no enfatiza suficientemente la arquitectura.

#### 11. Salón de mármol
En la estructura antigua del edificio, esta sala, así como la Sala roja de la Giunta, representaban el corazón del sistema habitacional, entonces modificado por la reestructuración decimonónica, como lo recuerda la presencia de la imponente chimenea y el sencillo artesonado. 
Cuatro puertas con marcos de pietra serena dan a las habitaciones vecinas; dos grandes ventanales sin vidrieras catedralicias dan a la fachada principal. El techo tiene tres grandes vigas cuyas decoraciones están pintadas; sobre las tres vigas descansa el marco secundario que crea cajones rústicos. El suelo de mármol oscuro hace que la estancia sea más lúgubre y, en cualquier caso, denuncia el cambio de imagen del siglo XIX. 
En la pared se encuentra una gran chimenea de pietra serena con las armas de Saboya en el arquitrabe, sostenida por modillones, también de pietra serena. Las paredes aún mantienen la tela original, que la luz ha consumido y descolorido en los pliegues de las ventanas. En estas la tela parece verdosa, mientras que la de las paredes sigue siendo de un hermoso color vino. Una gran araña de cristal de Bohemia cuelga del techo.

#### 12. Salón de Consejeros
El Salón de Consejeros originalmente constaba de dos habitaciones distintas pertenecientes al área del primer piso destinado a residencia privada de la familia Saboya-Aosta.Hoy en día se utiliza como sede de conferencias, congresos, presentaciones y eventos.
La sala, la mayor de la parte noble del edificio, fue objeto de una restauración integral que finalizó en diciembre de 2010. Esta intervención implicó, en particular, la recuperación y restauración del hermoso suelo de madera del siglo XIX.

#### 13. Salones de los Estucos de Bolina
La primera transformación real del edificio tuvo lugar en el siglo XVIII a instancias del príncipe Giuseppe Alfonso della Cisterna, una figura cultural muy actual también en el campo del arte. El arquitecto Dellala di Beinasco probablemente sugirió que llamara al yesero de Lugano, Giuseppe Bolina, para las intervenciones de decoración, que más tarde también trabajó en la corte y en algunos palacios nobles piamonteses.
Solo quedan rastros de las intervenciones realizadas en el palacio della Cisterna en cuatro salas del piso noble del ala oeste y ciertamente ninguna de ellas ha llegado hasta nosotros en su totalidad. Las habitaciones formaban parte de un solo apartamento que constaba de salas de recepción que alguna vez se caracterizaron por una rica decoración en las paredes con espejos, revestimientos decorativos de madera en las paredes, pinturas y muebles elegantes, encargados especialmente por el príncipe della Cisterna según el gusto de las últimas décadas del siglo XVIII.
La decoración de estas habitaciones se presenta con refinados motivos de estuco que en algunos casos, si bien se mantienen en el contexto del llamado rococó, presentan interesantes elementos de renovación, como medallones con perfiles de antiguos guerreros o la forma de algunos jarrones.
El techo ha de considerarse uno de los ejemplos mejor conservados, a pesar de las dos campañas de modernización del siglo XIX (poco interesado en la recuperación del siglo XVIII "amanerado" o, como mucho, inclinado a una reinterpretación personal del mismo).
|                                  |
| Salones de los Estucos de Bolina |

|                                  |
| Salones de los Estucos de Bolina |

|                   |
| Detalle del techo |

|                   |
| Detalle del techo |

#### 14. Antesala amarilla
La sala tiene seis aberturas con marcos de piedra que enmarcan puertas de roble finamente trabajadas. Un zócalo alto de estuco que imita la pietra serena forma los paneles geométricos.
Es un espacio sin ventanas que recibe luz del techo gracias a un panel central con una cristalera de vidrieras catedralicias y un motivo decorativo grotesco que tiene inscrita la fecha de 1899. 
La seda original de damasco amarillo con motivos florales todavía es visible en las paredes. El suelo es de baldosas de terracota toscana de Impruneta. El techo es artesonado, caracterizado por la convivencia de diversos materiales y técnicas de elaboración, y está decorado con diseños en rojo y azul. En las esquinas del panel de vidrio central hay cuatro pequeños candelabros de hierro forjado agrupados.
Como parte de la renovación realizada entre 1880 y 1900, esta sala representa una nueva solución ecléctica que coloca la propia antecámara en el centro del sistema habitable.
|                   |
| Antesala amarilla |

|                   |
| Detalle del techo |

#### 15. Comedor del Duque
La estancia se ha mantenido casi intacta, incluido el mobiliario que declara su uso como comedor. De forma cuadrangular, tiene dos accesos desde la antesala amarilla y dos por el lado opuesto, para la entrada de personal. En este lado están precisamente los pasillos y caminos del servicio. La luz proviene de dos ventanas con vidrieras catedralicias: una da a la Escalera de honor, mientras que la otra da al patio. 
Los marcos de las puertas son de pietra serena, los de las ventanas de estuco gris. El zócalo alto diseñado en estilo renacentista es también de estuco gris. El techo, en bellas arcas octogonales, es de madera decorada con colores rojo, azul y dorado. Un candelabro flamenco de varios brazos ilumina la habitación cuyas paredes, desprovistas del antiguo tapiz de seda, están ahora pintadas con una esponja verde grisácea.
El mobiliario, de estilo neorrenacentistas, consta de un aparador bajo, un aparador de dos cuerpos con puertas superiores cerradas por una rejilla, otro aparador bajo y una mesa tipo refectorio con sillas a juego. Es el mobiliario específico de un comedor.
|                   |
| Comedor del Duque |

|                   |
| Detalle del techo |

|                   |
| Comedor del Duque |

|                   |
| Comedor del Duque |

|                   |
| Comedor del Duque |

#### 16. Estudio del Duque
Es la estancia mejor conservada del edificio. Está conectada a la Escalera de honor a través de un acceso independiente que da a la Antesala amarilla. Esto pone de relieve cómo en el proyecto de reforma esta estancia ya había sido diseñada con una función representativa, como comedor o recepción. La sala tiene un zócalo decorado con las armas y los lemas de la Casa de Saboya. Esta decoración, única en todo el edificio, demuestra la particularidad del entorno y el atractivo personal para el cabeza de familia, el duque Emanuele Filiberto, que adquirió el carisma de la familia Aosta.
El salón tiene dos grandes ventanales con vidrieras catedralícias. Los contornos de los mismos están realizados con baldosas de estuco que reproducen los motivos de los zócalos. Cuatro puertas de roble trabajadas con marcos de pietra serena permiten el acceso por los pasillos. El zócalo de los muros se resuelve con falsa pietra serena en estuco y con paneles de vidrio con la representación figurativa de los diferentes lemas de la casa Saboya en el centro. En las paredes hay un hermoso tejido de seda brocado amarillo, como el patrón original de la tapicería.
El artesonado del techo es sin duda el más bello del edificio y está dividido en una serie de octágonos que penetran en su interior, con efecto de colmena, en el que destaca la decoración pictórica en rojo, azul, oro y madera natural. El suelo, en madera escuadrada, no es originario de la época. En el centro de la habitación hay una araña de cristal de Bohemia.
|                   |
| Estudio del Duque |

|                   |
| Detalle del techo |

#### 17. Antesala verde
Esta pequeña habitación sobre tiene base cuadrada y está cubierta por un techo abovedado decorado con imágenes de fantasía basadas en una combinación de colores rojo dorado y azul.
Las puertas en roble trabajado son simplemente enmarcadas. A lo largo de los mismos marcos y en las esquinas hay pilastras de estuco lacadas y pintadas con candelabros. En la pared permanece el original brocado de seda verde con motivos florales. El zócalo alto de estuco rodea la habitación, el suelo es de terracota de Impruneta, mientras que el candelabro es de bronce, de tipo flamenco.
En la reestructuración pensada por el duque de Saboya-Aosta, el deseo de independizar las habitaciones creó pasillos ciegos como elementos de conexión. En realidad, en el Renacimiento estos pasillos se resolvían de forma escenográfica, con pinturas paisajísticas de los lugares circundantes que daban la sensación de espacio abierto e ilusorio que se quería recrear también en lo construido. Con la nueva renovación, este efecto de apertura se eliminó por completo.

#### 18. Salón del Tondi
Esta sala, ubicada a lo largo del Pasillo de las Secretarías, se llama así porque es donde ahora se encuentran dos obras de Gregorio De Ferrari llamadas “tondi”. Las pinturas, Il volo del tempo y Il coloquio di Minerva e di Mercurio, datadas entre 1684 y 1685, proceden del Palacio Real de Turín y constituyen uno de los mejores ejemplos de pintura liguria de finales del siglo XVII en el Piamonte.
El techo de la sala es de mampostería, las paredes se han cubierto recientemente con tapices similares en diseño a los originales del siglo XIX.
En la parte superior de las paredes hay frescos que representan fortalezas y castillos piamonteses como Verrua Savoia, Avigliana, Moncalieri y la Sacra di San Michele.

#### 19. Corredor de las Secretarías
El pasillo corre a lo largo del ala y está iluminado por cinco ventanales con vidrieras catedralicias, con escudos de armas y lemas figurativos de la familia Saboya-Aosta. Las ventanas son de estilo gótico tardío, de pietra serena, con columna central y biseles de estuco. Los marcos de las puertas también son de pietra serena mientras que las estas son de nogal trabajado.
El techo de madera consta de siete vigas y seis compartimentos coloreados con tonos de gris. De él cuelgan tres candelabros de madera dorada con múltiples luces. Las paredes, originalmente, estaban cubiertas con brocados. En la actualidad están pintadas de verde, un color que no permite realzar la estructura. El suelo es de baldosas de terracota de Impruneta.